# Anoectangium clarum
Anoectangium clarum är en bladmossart som beskrevs av Mitten 1859. Anoectangium clarum ingår i släktet Anoectangium och familjen Pottiaceae. Inga underarter finns listade i Catalogue of Life.